# Fijación externa

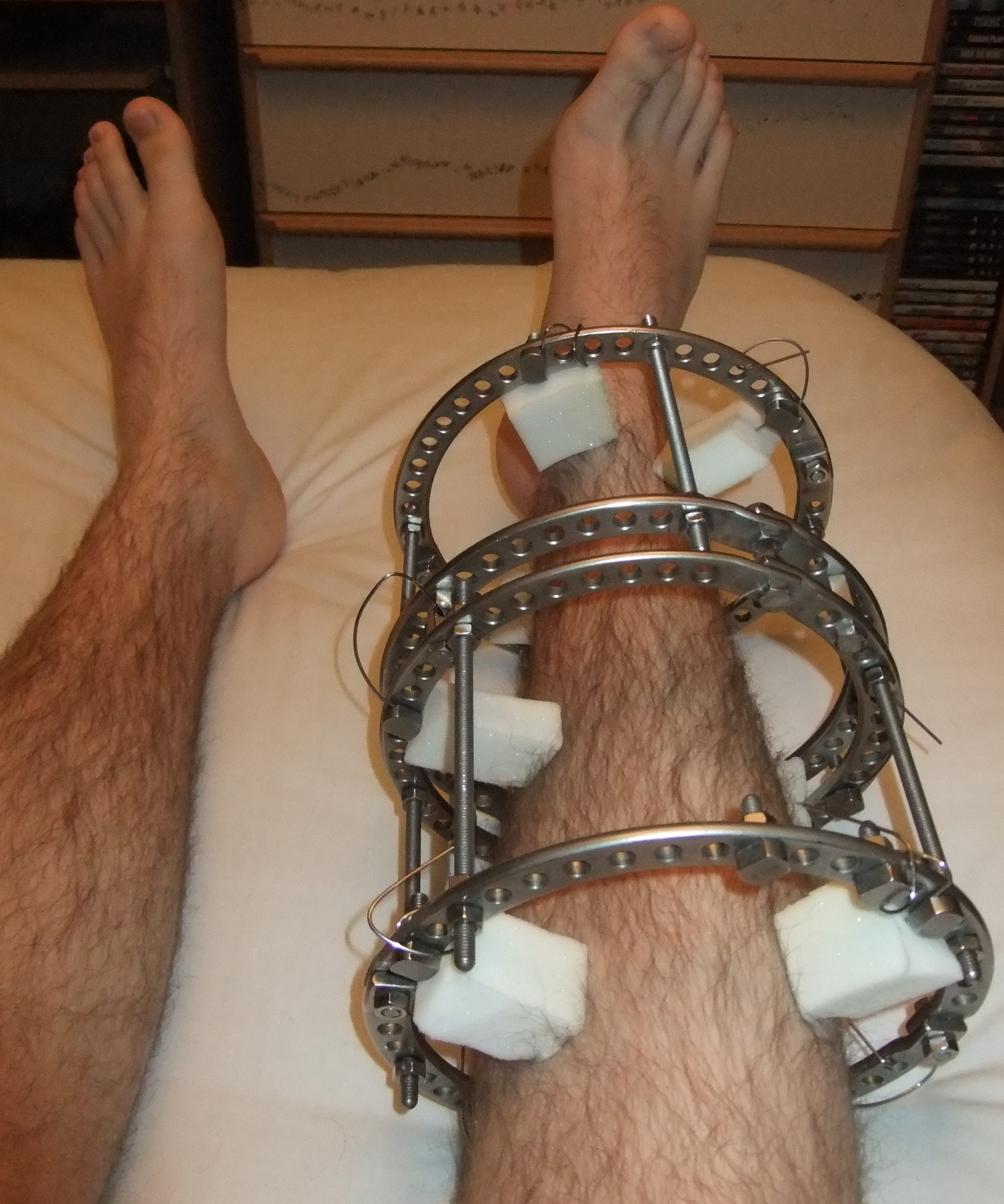
Fijación externa para el tratamiento de una fractura de tibia utilizando el fijador externo bipolar diseñado por Gavriil Ilizárov compuesto por múltiples anillos.

En medicina y traumatología se denomina fijación externa a un procedimiento quirúrgico que se emplea en el tratamiento de las fracturas óseas y otras alteraciones de los huesos, se caracteriza por la utilización de un tutor rígido que está situado fuera del organismo y conectado al hueso mediante tornillos o agujas que atraviesan la piel (transcutáneos). El componente externo sostiene los fragmentos óseos en posición mientras el hueso se regenera y cura la fractura. La fijación externa presenta algunas ventajas sobre otros procedimientos de osteosíntesis, facilita la rápida estabilización de fracturas óseas con múltiples fragmentos y se emplea en determinadas fracturas complejas, por ejemplo en las que presentan los pacientes con traumatismos múltiples (politraumatizados). El principal inconveniente es la aparición de infecciones que penetran a través de las agujas o tornillos que atraviesan la piel.

## Indicaciones
La fijación externa puede utilizarse para con diferentes indicaciones:
- Fracturas expuestas graves o asociadas a quemaduras severas de la piel.
- Otras fracturas de huesos largos.
- Elongación ósea.
- Grandes resecciones de hueso por tumores óseos.
- Artrodesis.
- Corrección de deformidades angulares.

## Tipos
Se han desarrollado multitud de dispositivos diferentes con los más variados tipos
de materiales, incluyendo metales diversos, fibra de carbono y grafito. Sin embargo los principios generales en que se basan todos los dispositivos son siempre los mismos. Los montajes monopolares son adecuados para las fracturas del miembro superior, por ejemplo fracturas de húmero, cúbito y radio. En el miembro inferior se utiliza a veces el dispositivo ideado por Gavriil Ilizárov compuesto por múltiples anillos que se ha aplicado con éxito en fracturas complicadas de tibia.